# Edmund von Hellmer (Bildhauer)

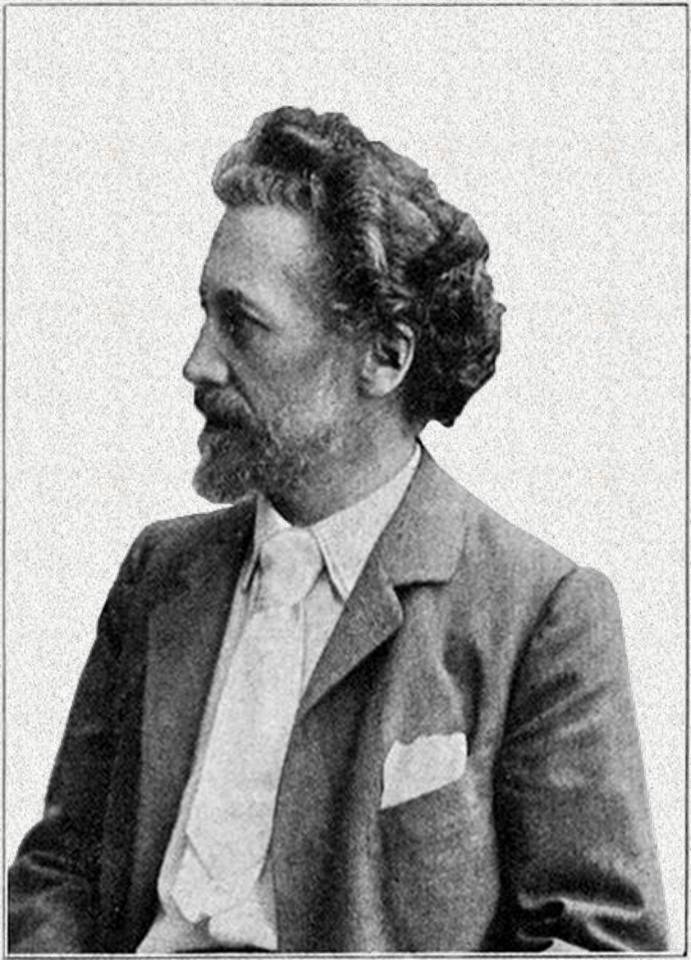
Edmund Hellmer (vor 1905)

Edmund Hellmer, ab 1912: Edmund Ritter von Hellmer (* 12. November 1850 in Wien; † 9. März 1935 ebenda) war ein österreichischer Bildhauer, der stilistisch dem Historismus und Jugendstil zuzuordnen ist.

## Leben

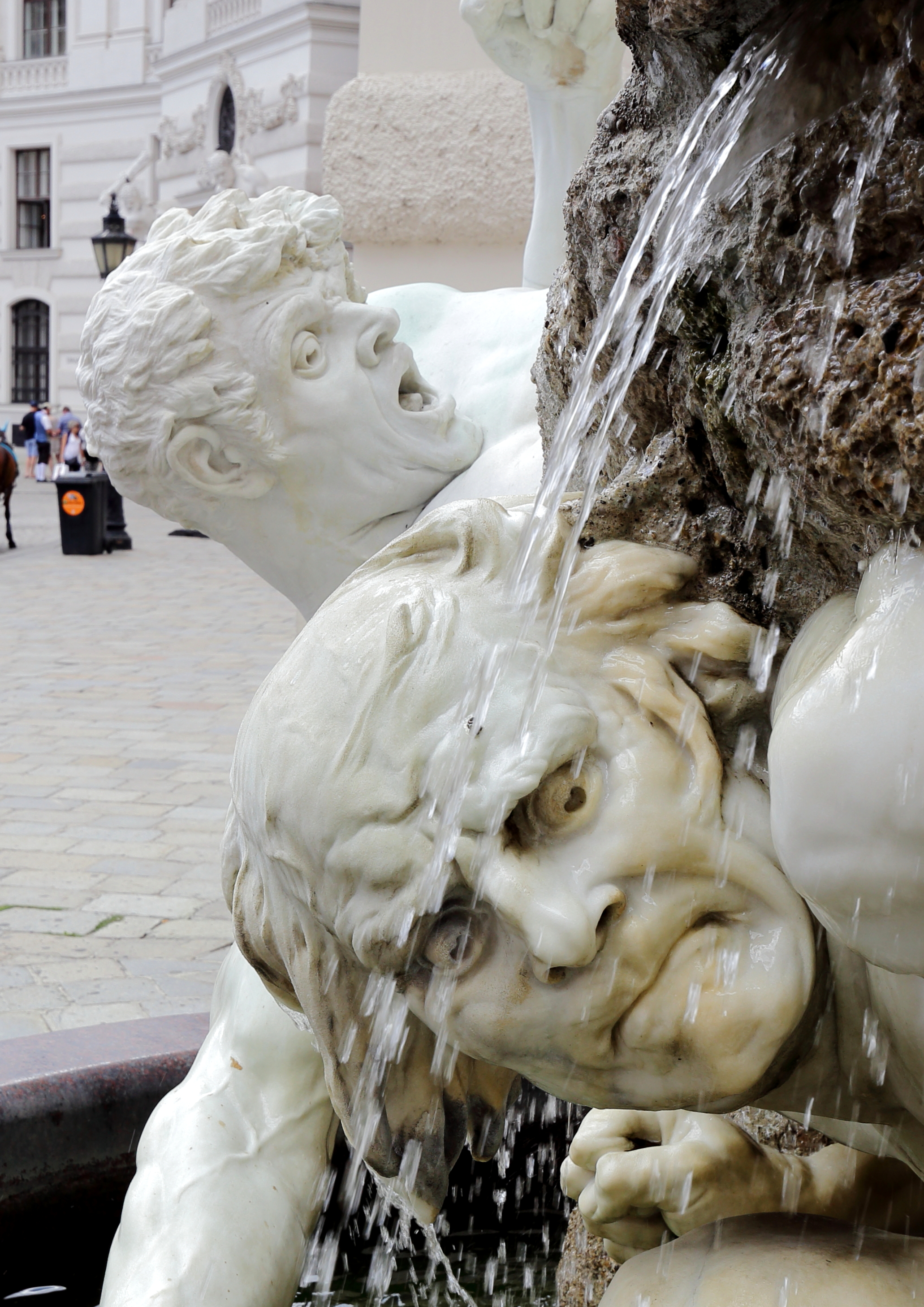
Skulpturen gestürzte Giganten des Brunnens „Die Macht zu Lande“ am Michaelerplatz (1897)

Nach der Matura begann Hellmer am Polytechnikum in Wien Architektur zu studieren. Parallel dazu bekam er seinen ersten künstlerischen Unterricht von seinem Onkel, dem Bildhauer Josef Schönfeld. Doch bereits nach dem ersten Semester wechselte Hellmer 1866 an die Akademie der bildenden Künste um Bildhauerei zu studieren. An der Akademie wurde er u. a. Schüler von Prof. Franz Bauer. Parallel dazu hospitierte er während dieser Ausbildung im Atelier von Hanns Gasser. Durch dessen Unterstützung konnte sich Hellmer auch einige Zeit in Paris aufhalten.
Bereits mit 19 Jahren konnte Hellmer 1869 auf der Internationalen Kunstausstellung in München mit dem Werk Der sterbende Achill debütieren. Ein weiteres figurenreiches Relief thematisierte die Prometheus-Sage und brachte ihm auch einen Preis ein. Hellmer bekam ein großzügiges Stipendium, das ihm einen fast zweijährigen Aufenthalt in Italien ermöglichte. In Rom vollendete er eine lebensgroße Gefesselte Andromeda aus Marmor.
1870 kehrte Hellmer wieder nach Wien zurück und wirkte dort in den folgenden Jahren als freier Bildhauer. 1873 wurde sein gleichnamiger Sohn Edmund von Hellmer geboren. 1879 wurde er zum Professor ernannt und in den Jahren 1882 bis 1892 berief man ihn auch zum Dozenten an die Akademie der bildenden Künste. Hellmer war 1897 Gründungsmitglied der Wiener Secession. 1901 leitete er eine Spezialschule für Bildhauerei und 1902 eine systemisierte Spezialschule bis 1922. Von 1901 bis 1922 war er abwechselnd Rektor und Prorektor der Akademie. Sein zweitgeborener Sohn war der Kulturjournalist Johann Karl Hellmer. Edmund von Hellmer war Mitglied des Deutschen Künstlerbundes.
Hellmer, der sich im letzten Lebensjahr nur mehr im Rollstuhl fortbewegen konnte, wurde auf dem Perchtoldsdorfer Friedhof (Gruft „R“, Nummer 81) bestattet.

## Ehrungen
- Bürger der Stadt Wien, 1921
- Benennung einer Verkehrsfläche: Hellmerweg, Wien-Penzing, 1938–1949
- Ehrenbürger des Kurortes Kyselka in Tschechien

## Leistung

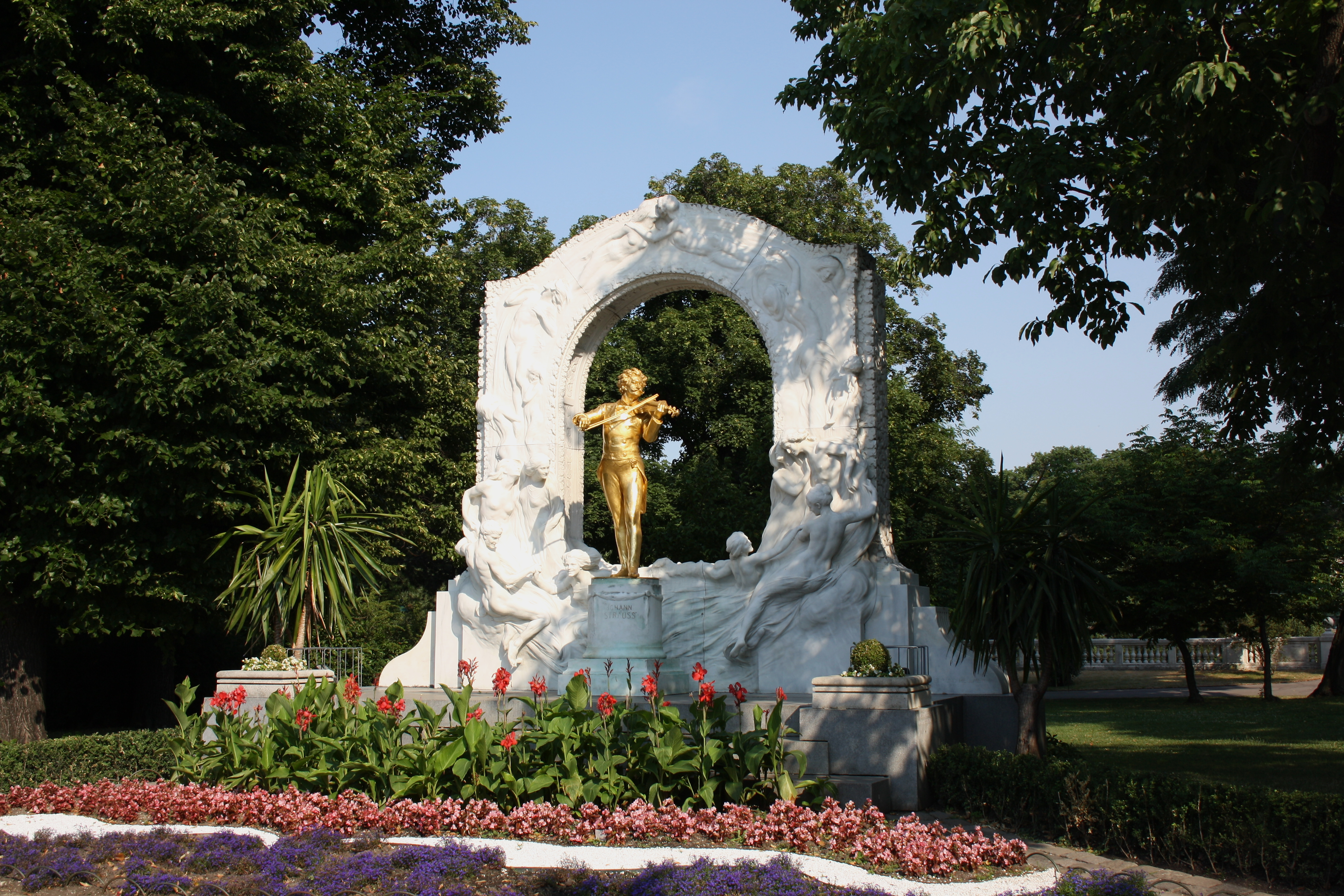
Johann-Strauß-Denkmal in Wien (Enthüllung 1921)

Hellmers frühe Werke sind vollkommen der Ästhetik des Historismus verpflichtet und bestehen auch hauptsächlich aus Dekorationsaufträgen für die Wiener Ringstraße. Um die Wende zum 20. Jahrhundert wandte er sich neuen Formen zu, wie sie vom Secessionismus propagiert wurden. Er war einer der Mitbegründer der Wiener Secession.
Diese Formen kommen vor allem in seinem bekanntesten Werk, dem Denkmal für Johann Strauß Sohn im Wiener Stadtpark zum Tragen. Die Figur Strauß’ selbst ist realistisch dargestellt, während er von einem Relief von fließenden Figuren mit ineinander verschlungenen Haaren und Gewändern umrandet wird. Als zweites Hauptwerk gilt das 1945 zerstörte Denkmal an die Türkenbefreiung, das im Stephansdom stand.

## Schüler Edmund von Hellmers (Auswahl)
- Christian Behrens
- Karl Bitter
- Josef Bock
- Hans Brandstetter
- Anton Hanak
- Ivan Meštrović
- Hans Müller
- Josef Müllner
- Josef Obeth
- Maximilian Preibisch
- Teresa Feodorowna Ries
- Franz Seifert
- Karl Stemolak
- Adolf Simatschek
- Oskar Thiede
- Matthias Bechtold

## Werke
- Austria und Hungaria, Wiener Weltausstellung (Südportal der Industriehalle), 1873
- Giebelgruppe des Ringtheaters, 1874 (zerstört)
- Allegorische Figuren der Theologie und Philosophie an der Universität Wien, 1877
- Franz Joseph verleiht seinen Völkern eine Verfassung, Frontgiebel des Parlaments in Wien, 1879
- Grabdenkmal für Hans Makart, Wiener Zentralfriedhof, 1889
- Grabdenkmal Familie Mayer von Gunthof, Hietzinger Friedhof, 1893
- Türkenbefreiungsdenkmal im Stephansdom in Wien, 1894 (zerstört)
- Schindler-Denkmal im Stadtpark (Wien), Marmor, 1895
- Die Macht zu Lande, Wandbrunnen an der Michaelerfassade der Hofburg, Marmor, 1897
- Moritz von Franck, Statue im Grazer Stadtpark, 1899
- Goethe-Denkmal am Opernring in Wien, Bronze, 1900[Anm. 1]
- Kaiserin Elisabeth, Salzburg-Hellbrunn, 1901[3]
- Grabdenkmal Dumba, Wiener Zentralfriedhof, um 1903
- Grabdenkmal für Hugo Wolf, Wiener Zentralfriedhof, 1904[4]
- Grabdenkmal Familie Kratochwill, Wiener Zentralfriedhof, 1905
- Kastalia-Brunnen in der Wiener Universität, 1910[4]
- Grabdenkmal Familie Hellmer, Stockerauer Friedhof, 1911
- Heinrich-von-Mattoni-Statue, Gießhübl-Sauerbrunn, 1914
- Mozart als Apollo, Foyer zum Großen Saal der Stiftung Mozarteum in Salzburg, 1916
- Grabdenkmal Franz Fibrich, Wiener Zentralfriedhof, 1917
- Johann-Strauß-Denkmal im Wiener Stadtpark, Bronze mit Marmorrelief, 1921

## Bildergalerie

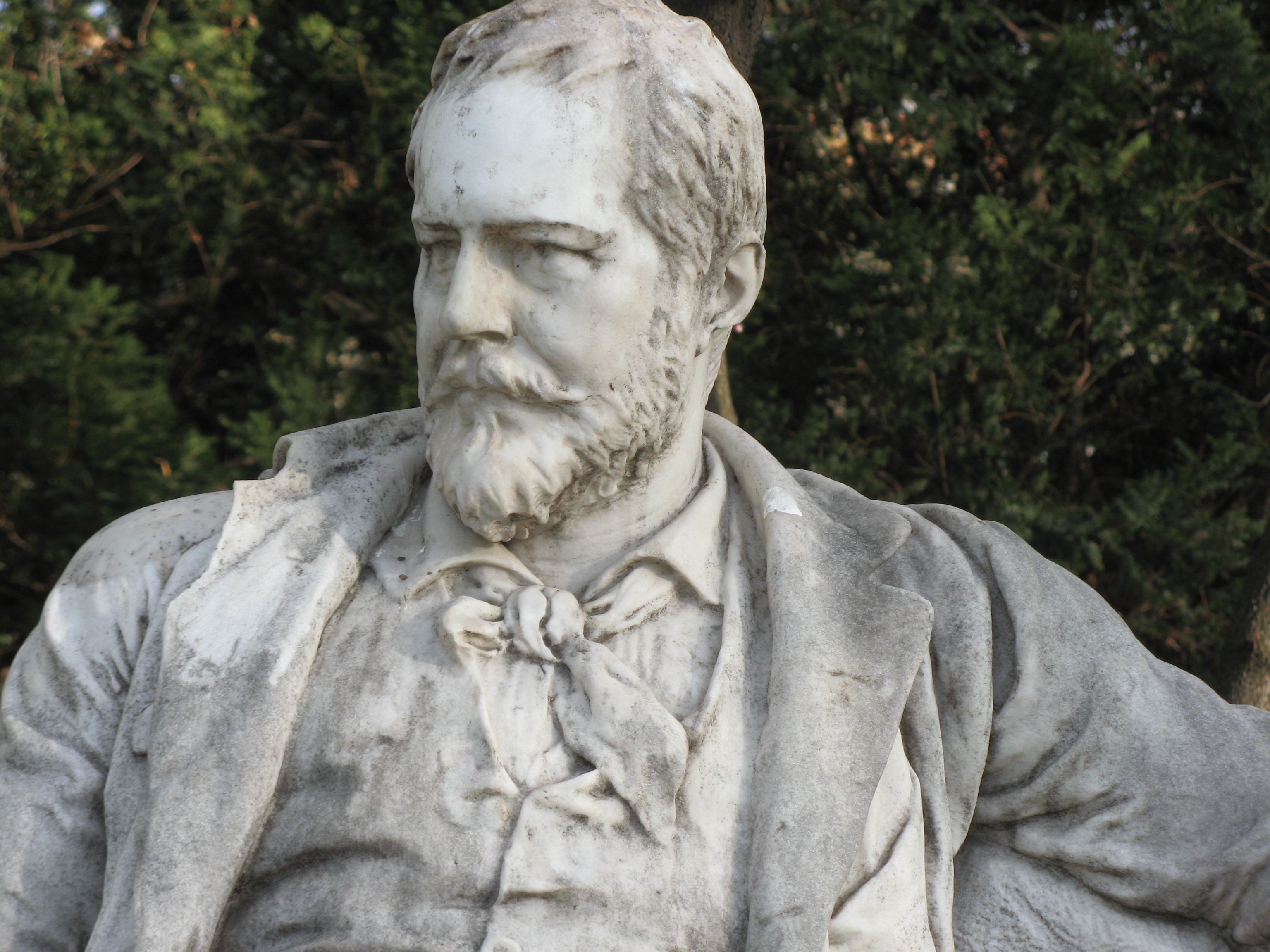
Emil Jakob Schindler-Denkmal (1895)
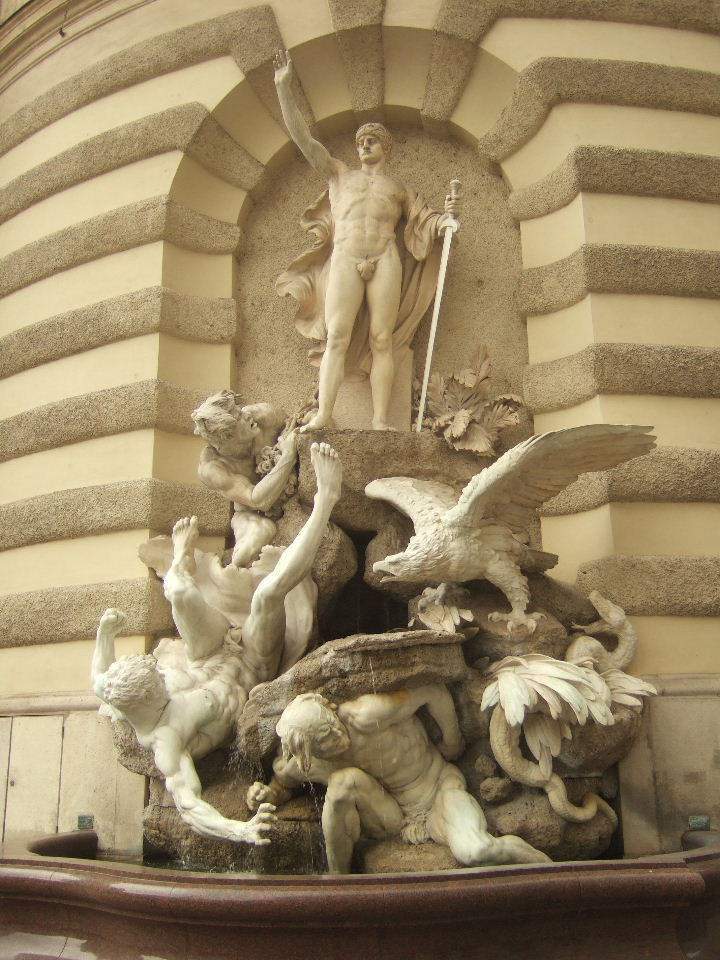
„Die Macht zu Lande“ (1897)
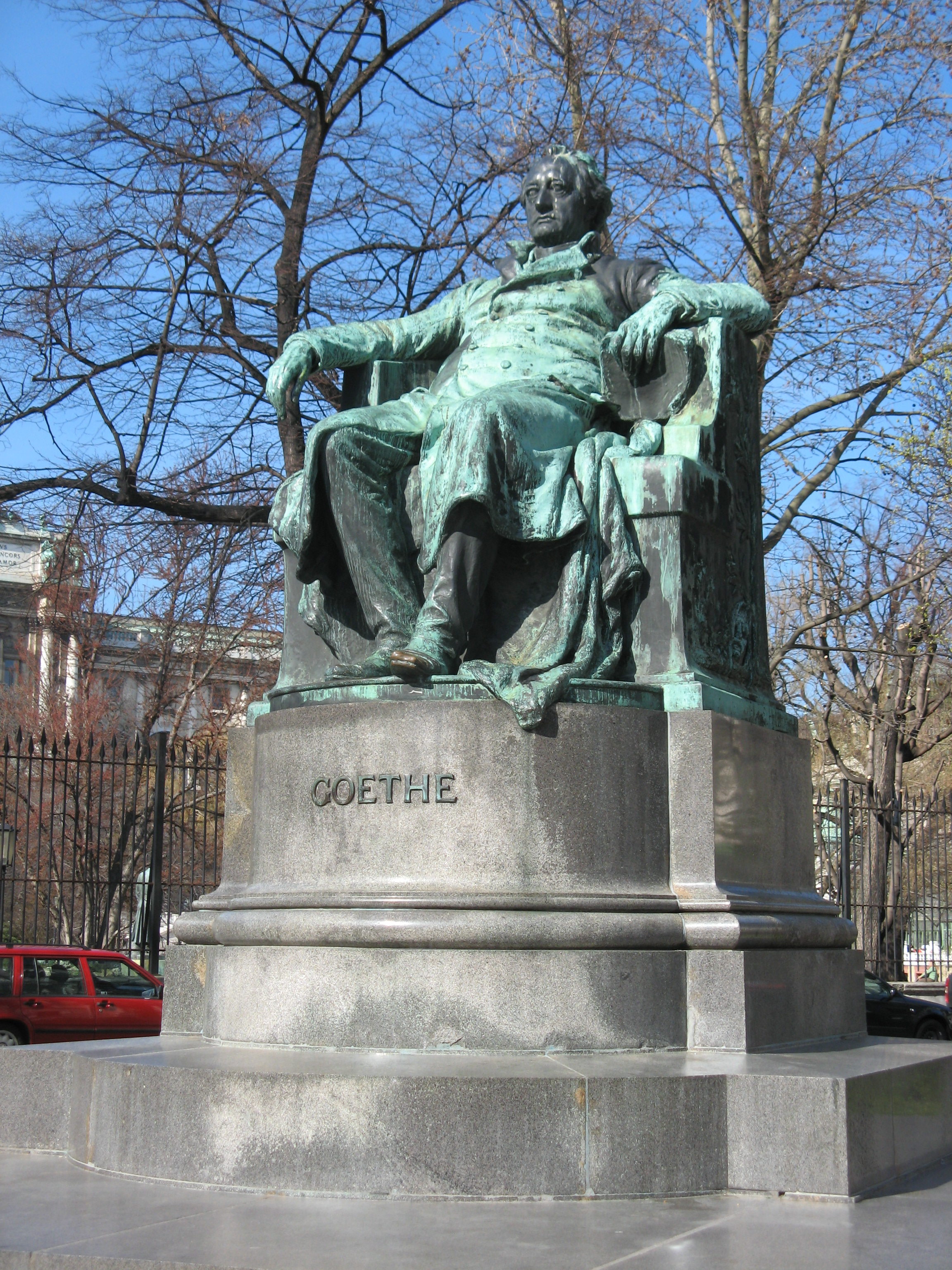
Goethe-Denkmal (1900)
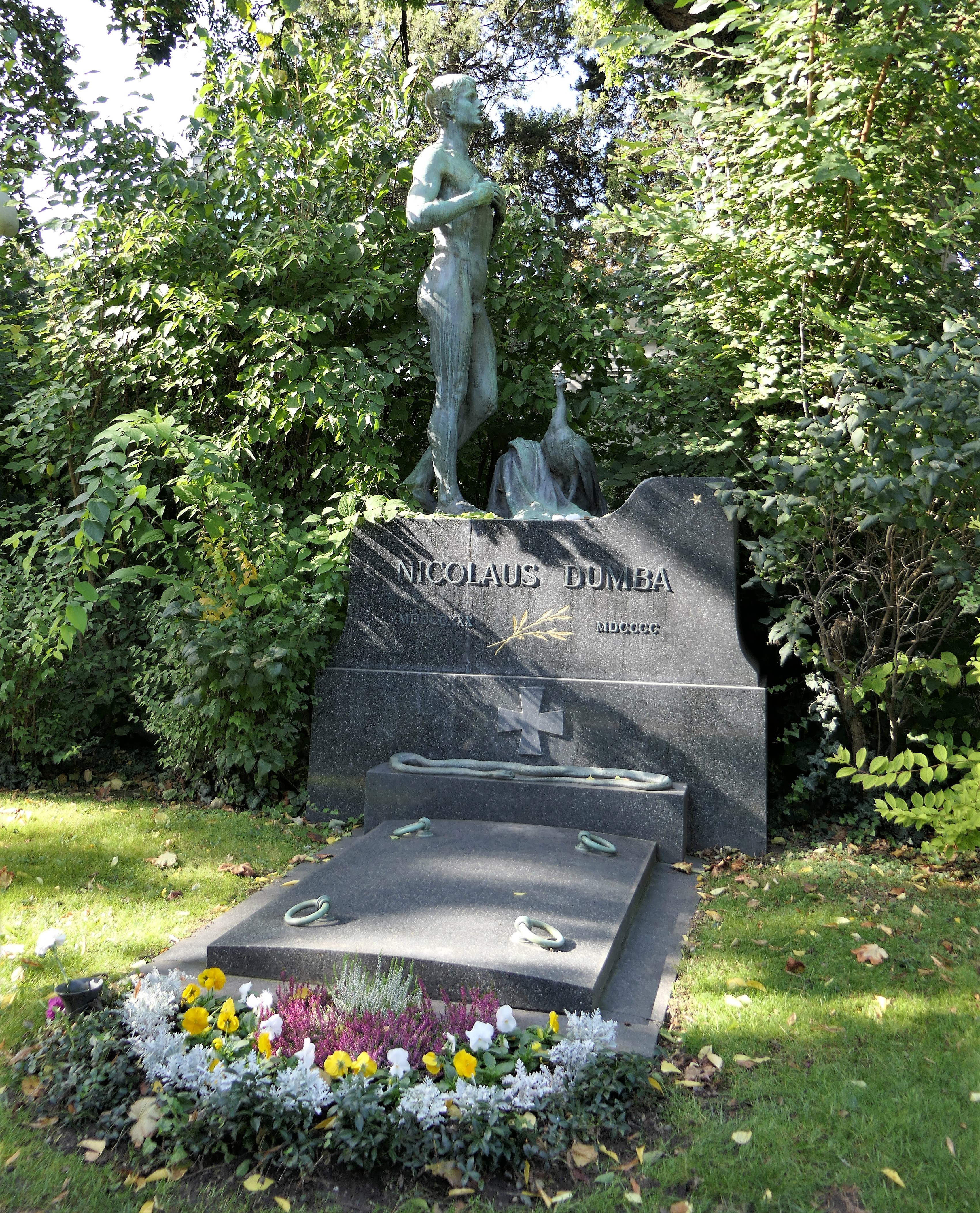
Grabmal für Nikolaus Dumba (1901)
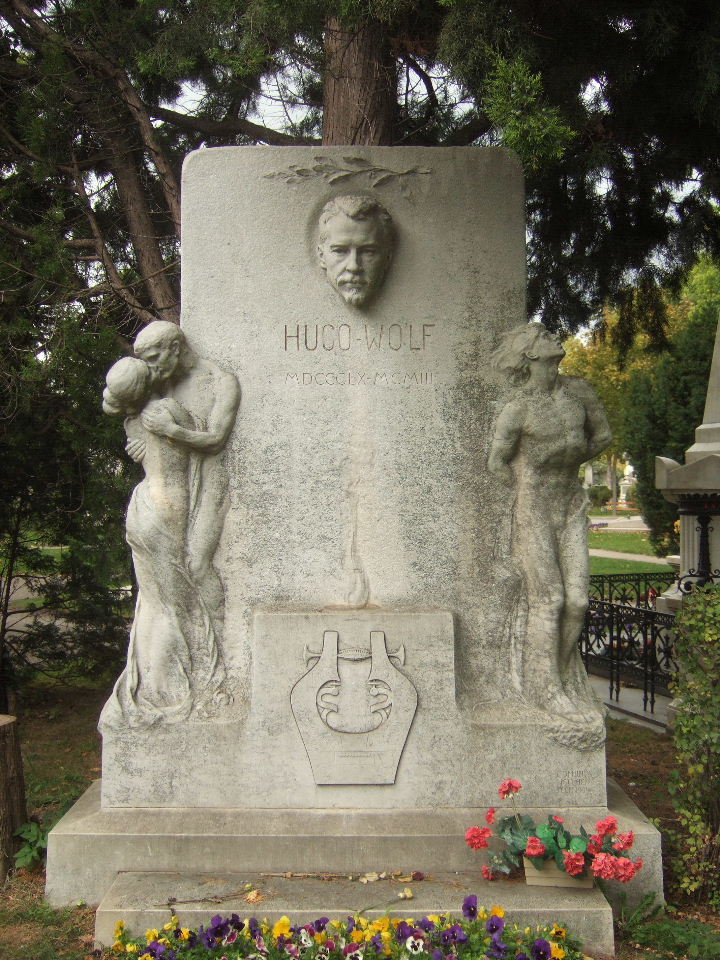
Grabdenkmal für Hugo Wolf (1904)
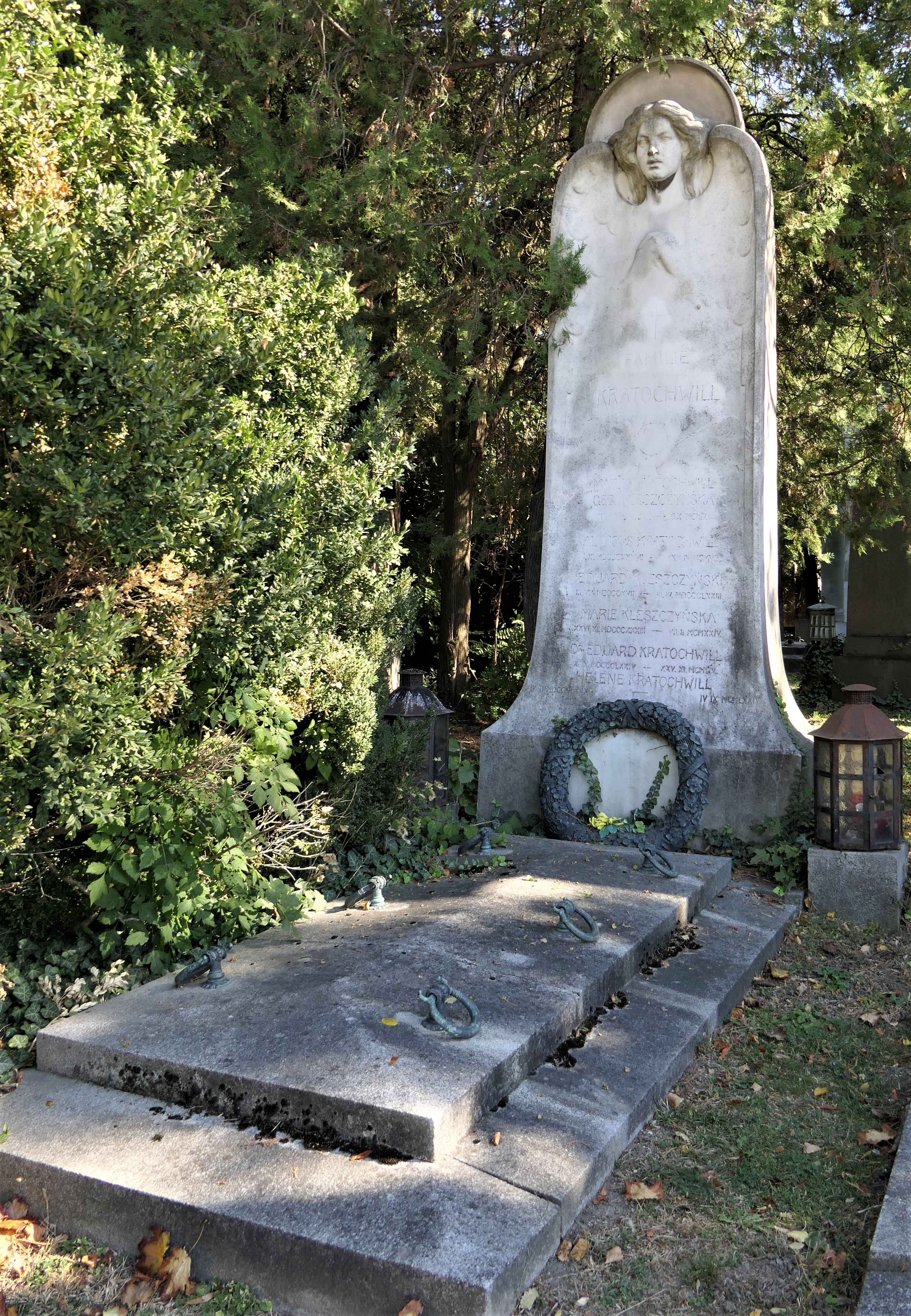
Grabdenkmal für Familie Kratochwill (1905)
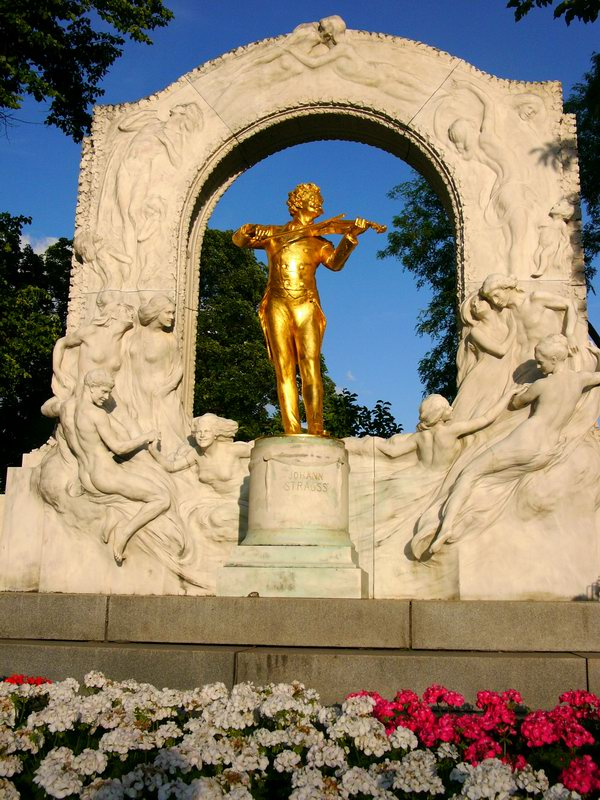
Johann-Strauß-Denkmal im Wiener Stadtpark
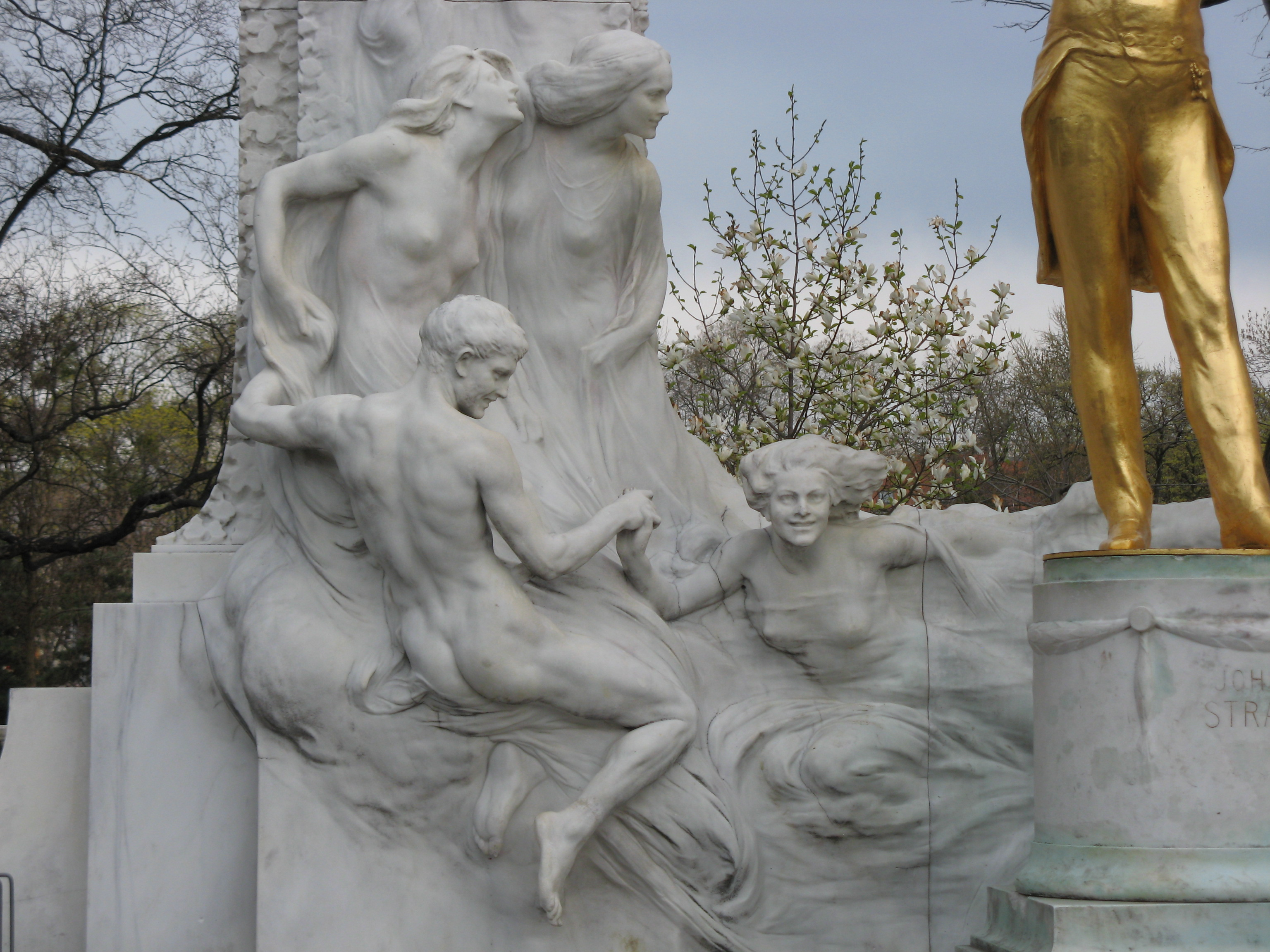
Johann Strauß-Denkmal, Detail (1921)
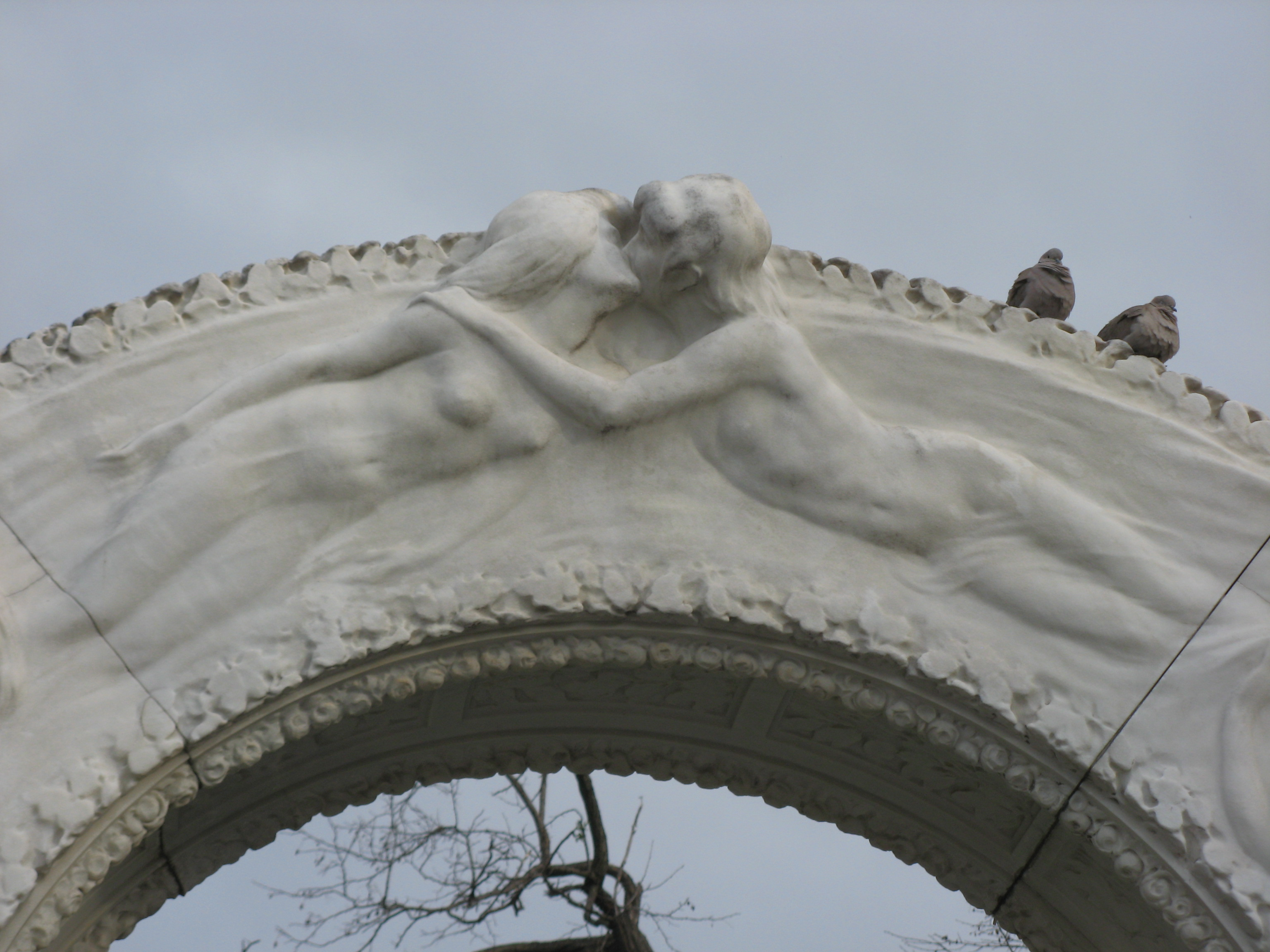
Johann Strauß-Denkmal, Detail (1921)
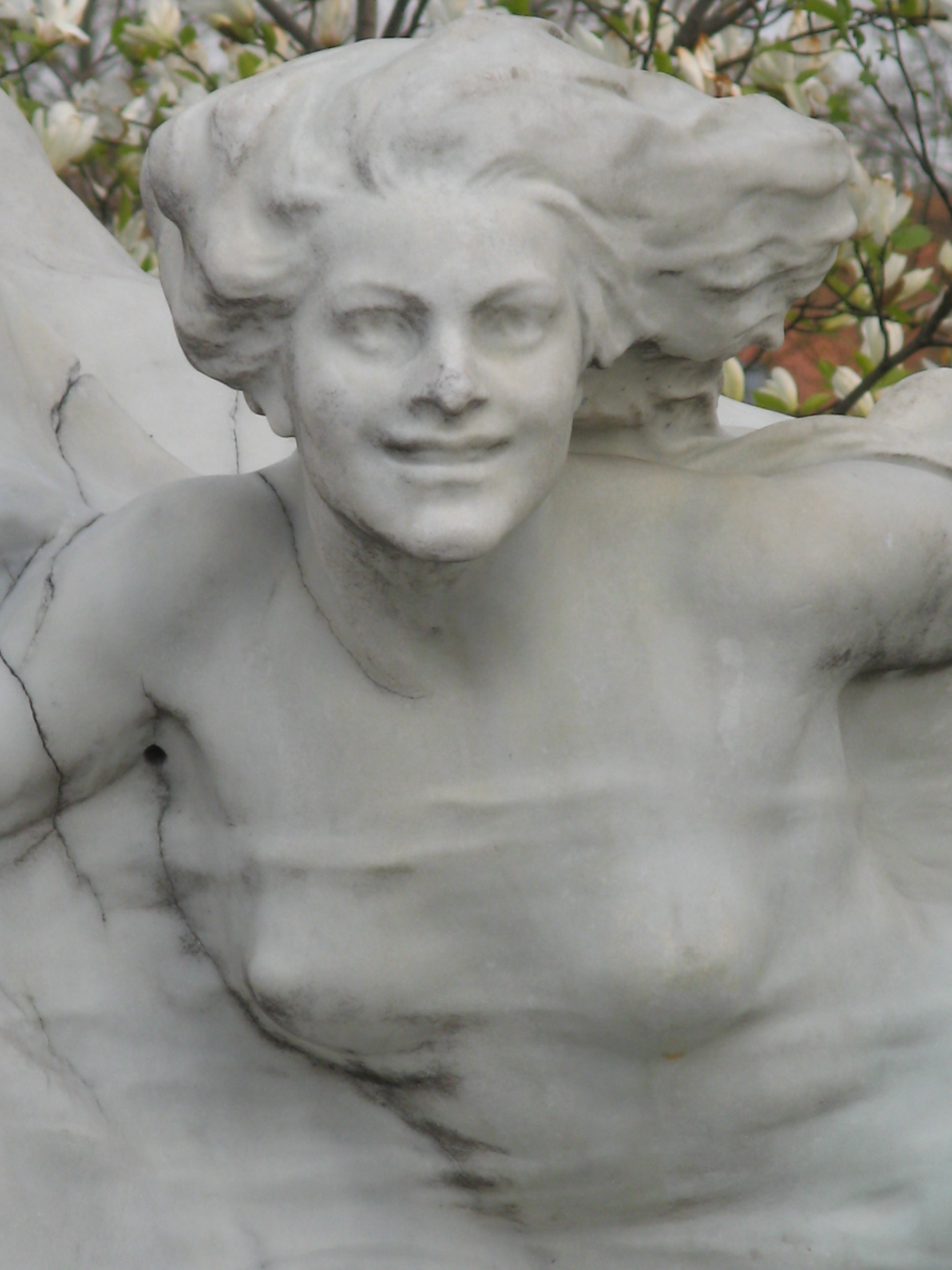
Johann Strauß-Denkmal, Detail (1921)

## Schriften
- Edmund Hellmer: Lehrjahre in der Plastik. 1. Theil. Schroll, Wien 1900.